# Igor Subotić
Igor Subotić (ur. 14 września 1994 w Gradišce) – serbski siatkarz, grający na pozycji przyjmującego.

## Sukcesy klubowe
Superpuchar Serbii:
- 2018[2][3]